# Копа Коломбия
Копа Коломбия, официално име Копа Постобон (на испански: Copa Colombia, Copa BetPlay Dimayor) е турнирът за Купата по футбол на Колумбия. Създаден е през 1950 г., но до 2008 г., когато започва да се провежда ежегодно, са проведени едва седем издания. В турнира участват всички 36 професионални отбори от Категория Примера А и Примера Б. С най-много титли е Мийонариос - 4, макар че някои статистици не зачитат тази от 1956 г., защото след втората фаза на турнира, представлявща група с три отбора, в която Мийонариос и Индепендиенте Меделин завършват на първите две места, не се провежда финален мач между тези два отбора.

## История
Първите две издания на турнира се провеждат във формат, според който отборите се срещат по двойки (през 1950/1951 в един мач, през 1951/1952 при разменено гостуване), като след първия кръг се разделят на два потока – победители и загубили. На финала играе по един отбор от двата потока. През 1952/1953 вместо поток със загубилите отбори, полуфиналите се състоят от групи с по три отбора.
През 1956 г. първите два кръга са директни елиминации, следвани от групова фаза с три отбора. Финален мач между първите два отбора в групата не се играе. През 1962/1963 г. първият кръг е с директни елиминации, следван от полуфинален кръг, състоящ се от две групи с по три отбора, като победителите във всяка играят финал.
През 1981 г. турнирът за купата се играе като част от първенството, като резултатите се взимат под внимание за вечната таблица на класирането. Голяма част от мачовете се играят в градове, които нямат отбори в елитната дивизия. При равенство се изпълняват дузпи, като победителят взима пълен актив точки (по това време - 2), а загубилият - 0. В първата фаза шестте отбора, които не са се класирали за полуфиналната фаза на първенството, играят в група всеки срещу всеки. Победителят Индепендиенте Меделин е първият финалист. Във втората фаза четирите отбора, отпаднали в полуфиналната фаза на първенството също играят в група всеки срещу всеки, като победителят Депортиво Кали отива на финал. Носителят на купата Индепендиенте получава право на участие в полуфиналната фаза на Категория Примера А през 1982 г.
През 1989 г. турнирът също е част от първенството и се състои между двете му фази, като резултатите отново се взимат под внимание за вечната таблица на класирането. 15-те отбора са разделени в три групи на регионален принцип. Осемте с най-добри показатели продължават във фазата на директни елиминации в мачове на разменено гостуване. Завършилите на първите четири места получават бонус точки, които важат за първенство.
От 2008 г. турнирът за купата започва да се провежда всяка година. В него наред с отборите от Категория Прмира А вече участват и тези от Примера Б, или общо 36 тима. Те са разпределени на регионален принцип в шест групи от по шест отбора. Първите два отбора от всяка продължават във фазата на директните елиминации, където играят по двойки при разменено гостуване. Тъй като до третата фаза достигат шест отбора, за четвъртата се класират трите победителя и „щастливият губещ“ с най-добри показатели. Следващата година форматът е същият, а от 2010 г. за втората фаза се класират не само първите два отбора от всяка група, но и четирите с най-добри показатели сред завършилите на трето място.

## Носители

### По година
| Година    | Носител                | Общ резултат                 | Финалист                     | 1-ви мач                     | 2-ри мач                     |
| --------- | ---------------------- | ---------------------------- | ---------------------------- | ---------------------------- | ---------------------------- |
| 1950/1951 | Бока Хуниорс де Кали   | 7:6                          | Индепендиенте Санта Фе       | 4:2                          | 3:4                          |
| 1951/1952 | Бока Хуниорс де Кали   | 3:2                          | Мийонариос                   | 2:0                          | 1:2                          |
| 1952/1953 | Мийонариос             | 5:0                          | Бока Хуниорс де Кали         | 2:0                          | 3:0                          |
| 1956      | Мийонариос             | Групова фаза без финален мач | Групова фаза без финален мач | Групова фаза без финален мач | Групова фаза без финален мач |
| 1962/1963 | Мийонариос             | 5:3                          | Депортиво Кали               | 3:2                          | 2:1                          |
| 1981      | Индепендиенте Меделин  | 4:2                          | Депортиво Кали               | 3:1                          | 1:1                          |
| 1989      | Индепендиенте Санта Фе | 2:1                          | Унион Магдалена              | 0:0                          | 2:1                          |
| 2008      | Ла Екидад              | 4:3                          | Онсе Калдас                  | 1:0                          | 3:3                          |
| 2009      | Индепендиенте Санта Фе | 3:3; 5:4 (д)                 | Онсе Калдас                  | 1:2                          | 2:1                          |
| 2010      | Депортиво Кали         | 3:0                          | Итагуи                       | 1:0                          | 2:0                          |
| 2011      | Мийонариос             | 2:0                          | Бояка Чико                   | 1:0                          | 1:0                          |
| 2012      | Атлетико Насионал      | 2:0                          | Депортиво Пасто              | 0:0                          | 2:0                          |
| 2013      | Атлетико Насионал      | 3:2                          | Мийонариос                   | 2:2                          | 1:0                          |
| 2014      | Депортес Толима        | 3:2                          | Индепендиенте Санта Фе       | 2:0                          | 1:2                          |

### По отбори
| Титли | Отбор                                                             |
| ----- | ----------------------------------------------------------------- |
| 4     | Мийонариос                                                        |
| 2     | Бока Хуниорс де Кали, Индепендиенте Санта Фе, Атлетико Насионал   |
| 1     | Индепендиенте Меделин, Ла Екидад, Депортиво Кали, Депортес Толима |

## Голмайстори
| Година    | Голмайстор            | Отбор                  | Голове |
| --------- | --------------------- | ---------------------- | ------ |
| 1950/1951 |                       |                        |        |
| 1951/1952 |                       |                        |        |
| 1952/1953 |                       |                        |        |
| 1956      | Алберто Еваристо      | Мийонариос             | 8      |
| 1962/1963 | Омеро Нивалдо Пейшото | Депортиво Кали         | 5      |
| 1962/1963 | Алберто Перасо        | Индепендиенте Санта Фе | 5      |
| 1981      |                       |                        |        |
| 1989      |                       |                        |        |
| 2008      | Дорлан Пабон          | Енвигадо               | 8      |
| 2008      | Вилсон Мена           | Онсе Калдас            | 8      |
| 2009      | Карлос Бака           | Хуниор                 | 11     |
| 2010      | Йовани Аречеа         | Мийонариос             | 11     |
| 2011      | Карлос Бака           | Хуниор                 | 8      |
| 2011      | Оскар Мендес          | Реал Картахена         | 8      |
| 2012      | Андрес Хавиер Москера | Богота                 | 9      |
| 2013      | Йорлейс Мена          | Реал Картахена         | 14     |
| 2014      | Оскар Сантос          | Валедупар              | 10     |